# Cecilia Bartoli

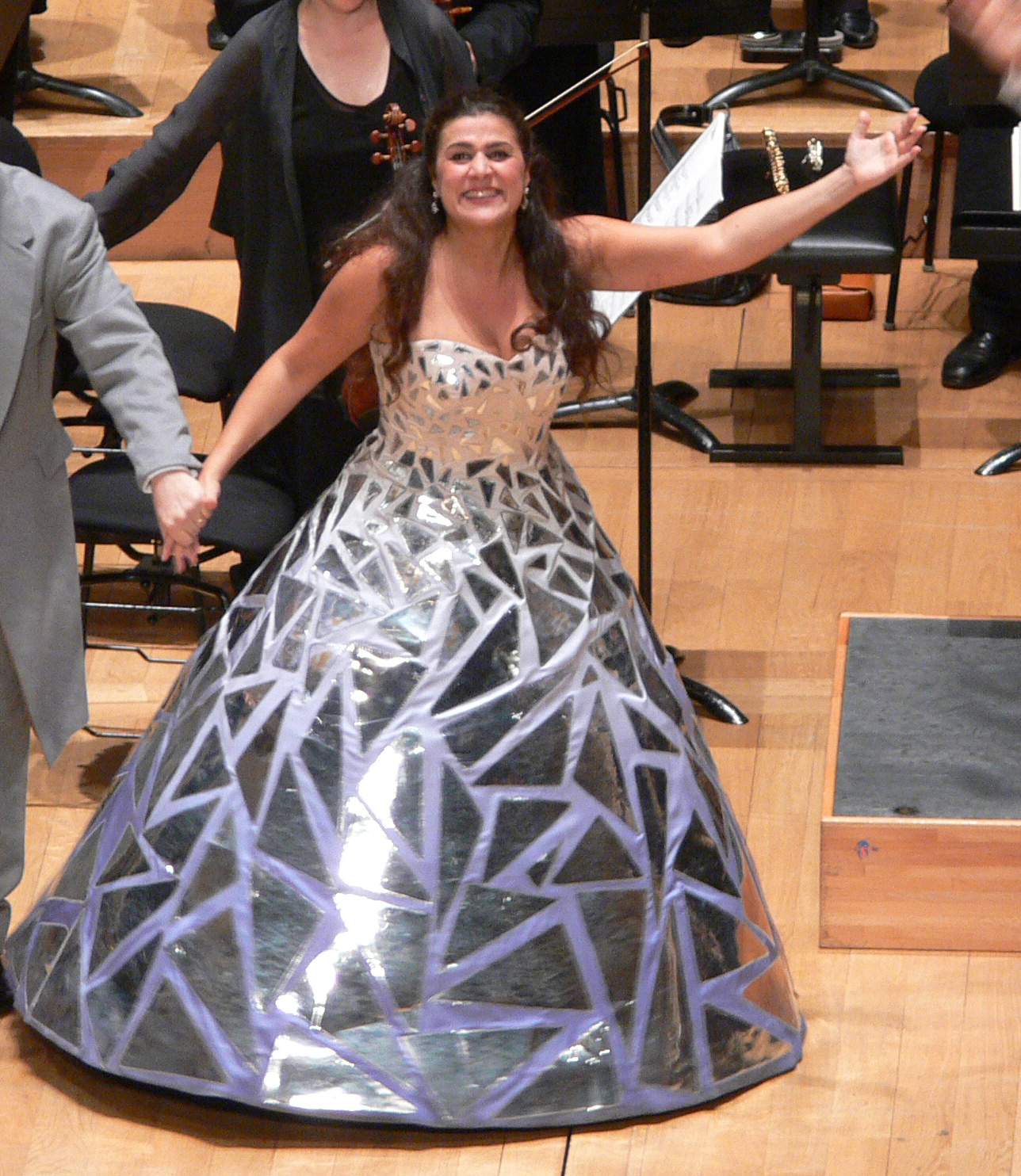
Cecilia Bartoli in Salle Pleyel in Parijs (2008).

Cecilia Bartoli (Rome, 4 juni 1966) is een Italiaanse mezzosopraan.
Zij is vooral bekend om haar vertolkingen van barokmuziek en muziek van Mozart en Rossini, die ook het meest bij haar stem passen. Het bijzondere timbre van de stem gecombineerd met de elasticiteit die zij vooral toont in de coloratuur, maken haar een succesvol en gerespecteerd artiest binnen het repertoire dat zij vertolkt.

## Biografie
Haar eerste zanglessen kreeg zij van haar moeder, Silvana Bazzoni, zelf een sopraan. Ook haar vader, de tenor Angelo Bartoli, was zanger. Ze bleef les houden van haar moeder en studeerde aan de Accademia Nazionale di Santa Cecilia.
Haar eerste, zeer kleine rol had zij reeds op negenjarige leeftijd in Tosca, en dit zette zich door: binnen vijftien jaar, beginnend in 1988, werkte zij reeds samen met de groten der aarde, waaronder Herbert von Karajan, Nikolaus Harnoncourt en Daniel Barenboim, en haar carrière nam een snelle vlucht. Zij heeft zich, gesteund door dit succes op relatief jonge leeftijd de laatste jaren wat meer beziggehouden met onderzoek en het voor het eerst op cd zetten van onbekende of niet gespeelde composities van componisten als Christoph Willibald Gluck, Antonio Salieri en Antonio Vivaldi.
Zij werkt veelvuldig samen met ensembles die zich specialiseren in zogenaamde oude muziek, waaronder The Academy of Ancient Music, The Orchestra of the Age of Enlightenment en Il Giardino Armonico, waarvan de oude instrumenten die deze ensembles gebruiken goed mengen met haar stem. Deze aandacht voor de barokmuziek heeft haar een naam bezorgd binnen deze muzikale discipline.
Zij heeft dan ook meerdere prestigieuze prijzen gewonnen, in het bijzonder voor haar "Vivaldi Album", een cd met vergeten aria's van Antonio Vivaldi, waarvoor zij onderzoek deed met haar inmiddels aan een hersentumor overleden broer Gabriele. Ze was de laureate in 2016 van de prestigieuze Polar Music Prize.
Bartoli woont nog steeds in Rome en volgens eigen zeggen houdt zij verder van jazz, flamenco en sommige Italiaanse popmuziek.

## Discografie

### Albums
| Album met eventuele hitnotering(en) in de Nederlandse Album Top 100 | Datum van verschijnen | Datum van binnenkomst | Hoogste positie | Aantal weken | Opmerkingen |
| ------------------------------------------------------------------- | --------------------- | --------------------- | --------------- | ------------ | ----------- |
| Rossini: Il Barbiere di Siviglia                                    | 1989                  | -                     |                 |              |             |
| Mozart: Così Fan Tutte                                              | 1991                  | -                     |                 |              |             |
| Arie Antiche                                                        | 1992                  | -                     |                 |              |             |
| Cecilia Bartoli - A Portrait                                        | 1995                  | -                     |                 |              |             |
| Mozart: Arias                                                       | 1996                  | -                     |                 |              |             |
| Chant D'Amour                                                       | 1996                  | -                     |                 |              |             |
| An Italian songbook                                                 | 1997                  | -                     |                 |              |             |
| Haydn: Orfeo ed Euridice                                            | 1997                  | -                     |                 |              |             |
| The Vivaldi album                                                   | 1999                  | 30-10-1999            | 60              | 8            |             |
| Gluck Italian arias                                                 | 2001                  | 13-10-2001            | 49              | 13           |             |
| The art of Cecilia Bartoli                                          | 2002                  | 16-11-2002            | 42              | 8            |             |
| The Salieri album                                                   | 2003                  | 11-10-2003            | 76              | 6            |             |
| Opera Proibita                                                      | 2005                  | -                     |                 |              |             |
| Maria                                                               | 14-09-2007            | 22-09-2007            | 15              | 16           |             |
| Sacrificium                                                         | 02-10-2009            | 10-10-2009            | 10              | 24           |             |
| Sospiri                                                             | 01-10-2010            | 09-10-2010            | 43              | 16           |             |
| Mission                                                             | 2012                  | 29-09-2012            | 25              | 1*           |             |
| Farinelli                                                           | 2019                  | -                     |                 |              |             |
| Unreleased                                                          | 2021                  | -                     |                 |              |             |

| Album met hitnotering(en) in de Vlaamse Ultratop 200 albums | Datum van verschijnen | Datum van binnenkomst | Hoogste positie | Aantal weken | Opmerkingen                                 |
| ----------------------------------------------------------- | --------------------- | --------------------- | --------------- | ------------ | ------------------------------------------- |
| The Salieri album                                           | 2003                  | 11-10-2003            | 19              | 19           |                                             |
| Opera Proibita                                              | 2005                  | 17-09-2005            | 5               | 26           |                                             |
| Maria                                                       | 2007                  | 22-09-2007            | 8               | 19           |                                             |
| Sacrificium                                                 | 2009                  | 10-10-2009            | 5               | 22           | Goud                                        |
| Sospiri                                                     | 2010                  | 16-10-2010            | 11              | 18           |                                             |
| Mission                                                     | 2012                  | 29-09-2012            | 17              | 22*          |                                             |
| Norma-Bellini                                               | 2013                  | 01-06-2013            | 106             | 4            | met Sumi Jo, John Osborn en Michele Pertusi |